# Камыр-батыр (сказка)

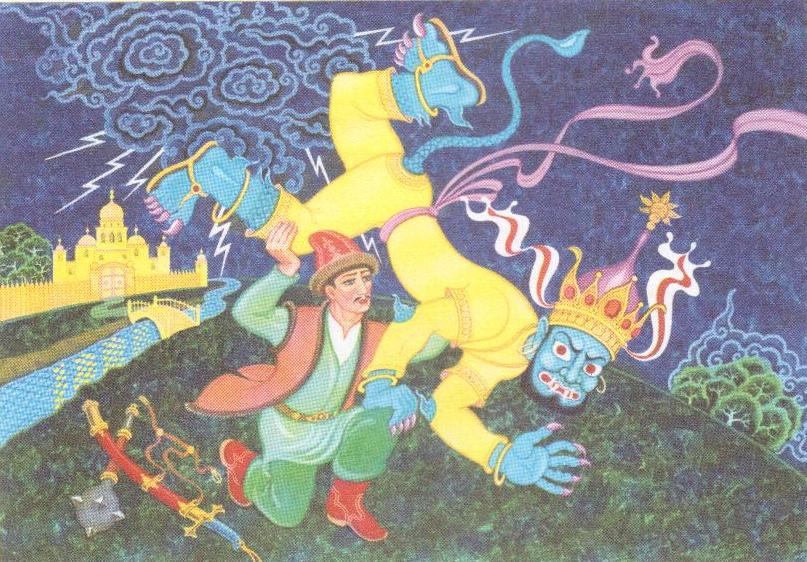
Батыр сражается с дивом

Камыр батыр (тат. Камыр-батыр, баш. Камыр-батыр) — татарская и башкирская народная сказка в жанре волшебных богатырских сказок.

## История
Один из вариантов записан учителем Г. Магазовым в деревне Давлетово Верхнеуральского уезда Оренбургской губернии (ныне Абзелиловского района Республики Башкортостан). Впервые опубликована в 1912 году М. Лосем на русском языке в журнале «Вестник Оренбургского учебного округа» (№ 5, страница 173—176).
На башкирском языке опубликована в 1956 году в сборнике «Башкирские народные сказки». В 1959 году напечатана в сборнике «Башкирское народное творчество» на башкирском языке. В сборнике «Башкирское народное творчество», изданном в 1978 году, году опубликован усовершенствованный перевод Н. Т. Зарипова.
В «Камыр-батыре» сказочные мотивы бездетности и чудесного рождения сочетаются с эпическими мотивами боя богатырей и победы над силами зла,, сказка учит ценить родственные узы, преданность, показывает, что добро всегда побеждает зло.

## Сюжет
В татарском варианте, а также в одном из башкирских вариантов сказки «Камыр-батыр», главный герой был слеплен из теста. В отличие от второй версии, у Камыр-батыра нет брата-близнеца, и подвиги свои он совершает с помощью своих спутников.
По мотиву, бездетные старик со старухой слепили из теста ребенка и назвали его Камыр-батыром (камыр — тесто). Мальчик рос быстро, обладал сверхъестественной силой, но обижал сверстников. По требованию односельчан Камыр-батыр ушел из дома. В пути он встретился с разными богатырями. Его противник — злой маленький старик по прозванию «Узе бер карыш, сакалы биш карыш» («Сам в одну пядь, а борода в пять пядей») — джинн. Камыр-батыр победил его, затем женился на красавице.
В другом варианте бездетная старуха слепила из теста двух детей. Старик же узнает от золотой рыбки, что у него родились сыновья. Одного из них старики назвали Камыр, а другого Кордаш («Сородич», вариант 1956 года), или Тамыр («Корень», 1959).
Старик дарит Камыру тяжелую палицу весом в 15 пудов и саблю. Камыр отправляется в дальний путь. Далее Камыр попадает во владения Мэскэй (Ведьмы). Коварная Мэскэй усыпляет Камыр-батыра и убивает его. Брат Камыра (Кордаш, или Тамыр) замечает кровь на кончике стрелы, оставленной Камыром дома, и отправляется на поиски Камыр-батыра. Он заставляет злую Мэскэй оживить Камыр-батыра. Брат Камыра женится на девушке, жившей в доме Мэскэй, и возвращается к родителям. Оживший Камыр-батыр отправляется в город, который живет в постоянном страхе перед страшным Дивом. Камыр-батыр убивает дива своей волшебной палицей и спасает царскую дочь. Пока уставший герой спал, коварный царский визирь сообщил народу, что именно он сам спас царевну и женится на ней. На третий день свадьбы Камыр -батыр является во дворец в виде нищего. Царская дочь узнает батыра и объявляет народу, что победил дива Камыр -батыр, а не визирь. В доказательство этих слов Камыр-батыр показывает голову дива, спрятанную им под чугунным домом и достает туловище дива из озера. Царь приказывает казнить визиря. Сказка заканчивается женитьбой Камыр-батыра на царевне.